# Heinrich-Walter Bronsart von Schellendorff

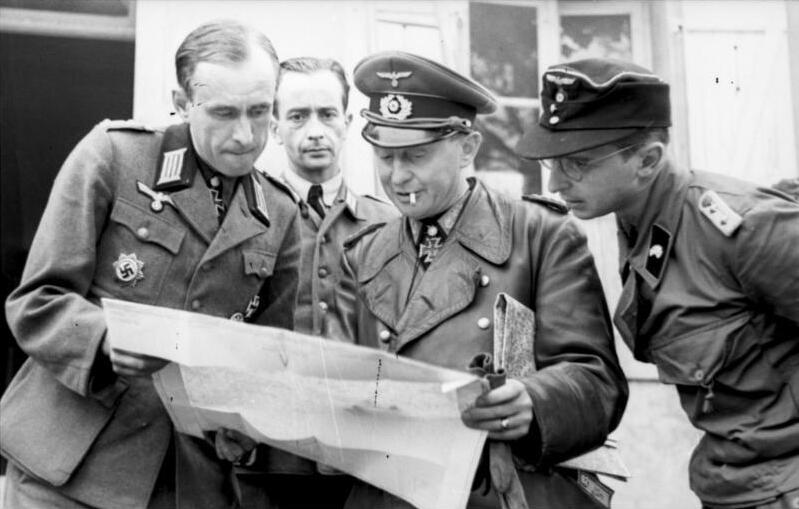
Oberst Heinrich-Walter Bronsart von Schellendorff (links) mit General der Panzertruppe Walter Krüger (Mitte) im Juni 1944 in Frankreich

Heinrich-Walter Wilhelm Ernst Wiwigens Konrad Bronsart von Schellendorff (* 21. September 1906 in Neustrelitz; †  22. September 1944 Dieuze bei Metz gefallen) war ein deutscher Offizier, zuletzt Generalmajor im Zweiten Weltkrieg.

## Leben

### Herkunft
Heinrich-Walter Bronsart von Schellendorff stammte aus der alten preußischen Adels- und Offiziersfamilie Bronsart von Schellendorff. Seine Mutter war Ruth von Boddien (1882–1955), Tochter der Wanda von Tresckow und des mecklenburgischen Oberstallmeisters in Neustrelitz Wilhelm von Boddien. Sein Vater war der spätere Oberst A. D. Walther Heinrich Diomed Bronsart von Schellendorff (1873–1942), seine Vettern Bernhard Bronsart von Schellendorff und Friedrich Bronsart von Schellendorf. Er selbst war nicht verheiratet, hatte die Schwestern Waltraut-Maria und Wanda, beide mit adeligen Beamten und Offizieren liiert.

### Militärlaufbahn
Bronsart von Schellendorff trat als Fahnenjunker 1924 in das 6. (Preußisches) Reiter-Regiment in Pasewalk dem Reichswehr bei. Er durchlief eine Offiziersausbildung in der Kavallerie und wurde 1935 als Rittmeister in die Wehrmacht übernommen, blieb aber bis 1939 beim Kavallerie-Regiment 6, der Nachfolgeeinheit des 6. Reiter-Regiments. Für das Regiment komponierte er das Schwedter Reiterlied.
Im Zweiten Weltkrieg wurde er mehrfach verwundet. Mit Beginn des Zweiten Weltkriegs war er in der Aufklärungs-Abteilung 179 der 79. Infanterie-Division. Ab November 1939 war er erst Kommandeur der Aufklärungs-Abteilung 36, welche ab 1940 erst in Frankreich und ab 1941 im Baltikum und in Nordrussland zum Einsatz kam, und dann ab März 1942 im Dienstgrad eines Majors; Beförderung im Januar 1940; in gleicher Position bei der Kradschützen-Abteilung 36 der 36. Infanterie-Division ebenfalls in Nordrussland stehend. Für seinen Einsatz als Kommandeur erhielt er 1942 das Deutschen Kreuz in Gold. Ab Februar 1943, zeitgleich mit seiner Beförderung zum Oberstleutnant, war er bis Frühjahr 1944 Kommandeur des 13. Panzergrenadier-Regiments bei der 5. Panzer-Division. Ab Ende 1943 war er, jetzt im Dienstgrad einer Obersts, zusätzlich für einen Monat Kommandeur der 5. Panzer-Division. Mit dem Frühjahr 1944 wurde er nach Deutschland befohlen und in den Stab der OKHs versetzt. Ab August 1944 nahm er an einem Divisionsführer-Lehrgang in Hirschberg teil. Ab Anfang September 1944 war er Kommandeur der neu aufgestellten Panzer-Brigade 111 der 15. Panzergrenadier-Division an der Westfront.
Er wurde postum zum Generalmajor befördert.

## Auszeichnungen
- Eisernes Kreuz (1939) II. und I. Klasse
- Verwundetenabzeichen (1939) in Schwarz
- Medaille Winterschlacht im Osten 1941/42
- Deutsches Kreuz in Gold am 24. Mai 1942
- Ritterkreuz des Eisernen Kreuzes mit Eichenlaub[8][9]
  - Ritterkreuz am 10. September 1943
  - Eichenlaub am 12. Februar 1944 (394. Verleihung)

## Werke
- Geschichte des Kavallerie-Regiments 6. Buchdruckerei von F. Schulz, Schwedt/Oder 1937.